# Homogentisat 1,2-dioksigenaza
Homogentisat 1,2-dioksigenaza (EC 1.13.11.5, homogentisikaza, homogentisatna oksigenaza, homogentisatna dioksigenaza, homogentisatna oksidaza, homogentisinska kiselina oksidaza, homogentisinska kiselina oksigenaza, homogentisinska oksigenaza) je enzim sa sistematskim imenom homogentisat:kiseonik 1,2-oksidoreduktaza (deciklizacija). Ovaj enzim katalizuje sledeću hemijsku reakciju:
homogentisat + O2 {\displaystyle \rightleftharpoons } 4-maleilacetoacetat
Za rad ovog enzima neohodan je Fe2+.

## Spoljašnje veze
- Homogentisate+1,2-dioxygenase на 